# Вайгео
Вайгео (индон. Waigeo) — остров на востоке Индонезии. В административном отношении входит в состав провинции Юго-Западное Папуа. Известен также как Амбери, Вайгью, Вайгеу и Вайгамский.

## География
С запада на восток остров простирается на 110 км, с севера на юг — около 50 км. Это крупнейший из четырех основных островов архипелага Раджа-Ампат; расположен к востоку от острова Хальмахера и примерно в 65 км к северо-западу от побережья Новой Гвинеи. Пролив Дампир отделяет Вайгео от острова Батанта на юге, а пролив Бугенвиль — от островов Каве на северо-западе. Другие три основных острова архипелага — Салавати, Батанта и Мисоол. 
Площадь Вайгео составляет 3153,7 км²; высшая точка находится на отметке 993 м над уровнем моря. Длина береговой линии — 691,5 км. Побережье окружено рифами и утёсами.
Остров Вайгео покрыт довольно густой растительностью.

## Население
Население составляет около 10 000 человек. На острове Вайгео используются языки вайгео и майя, которые относятся к малайско-полинезийской ветви австронезийских языков. Город Вайсай, расположеный на юге острова, является административным центром округа Раджа-Ампат.

## Экономика
Начиная с 1997 года Вайгео является значительным центром культивации жемчуга, компания по его производству, Atlas Pacific, принадлежит Австралии.

## Галерея

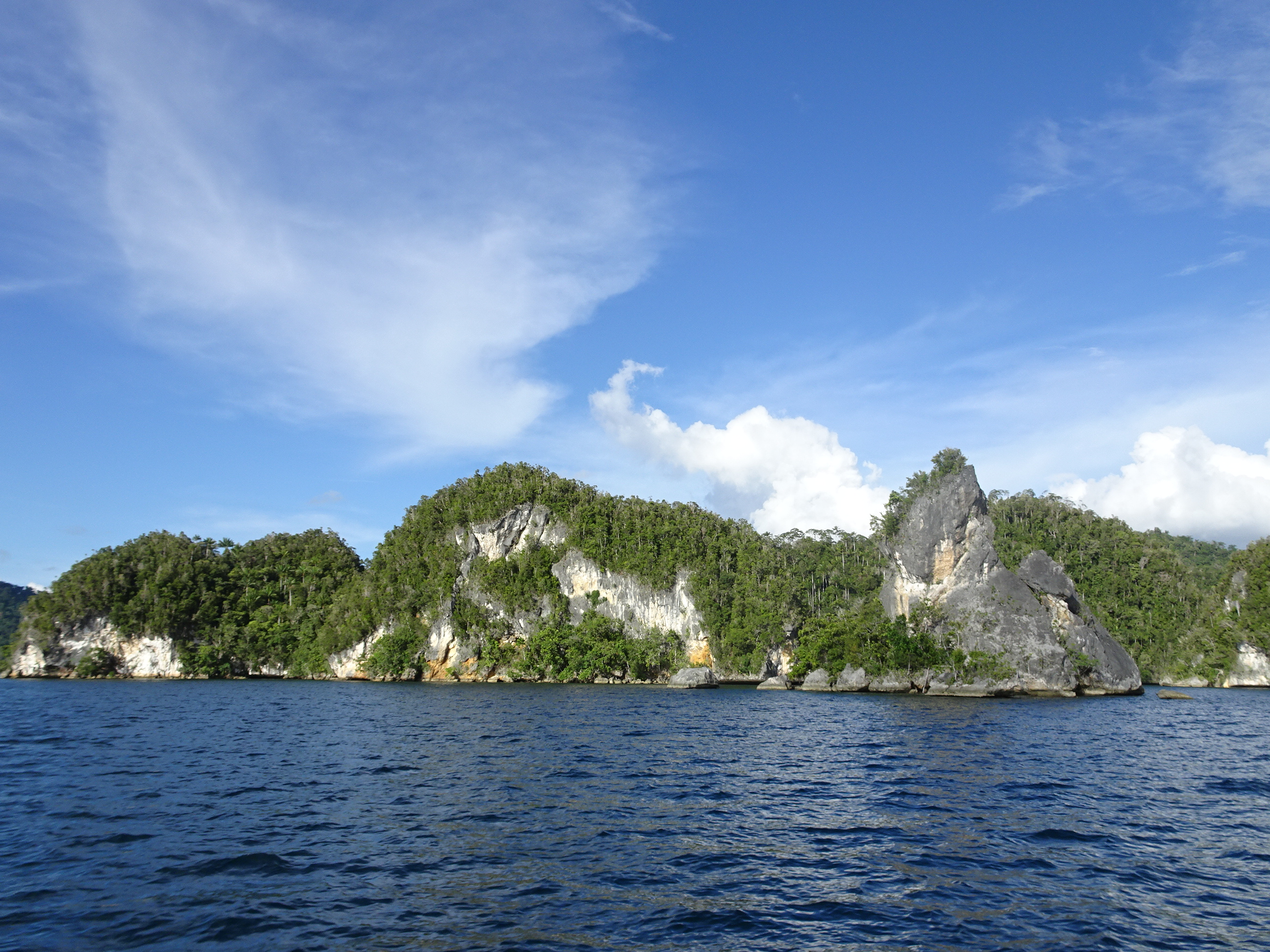
Побережье о. Вайгео в заливе Кабуи
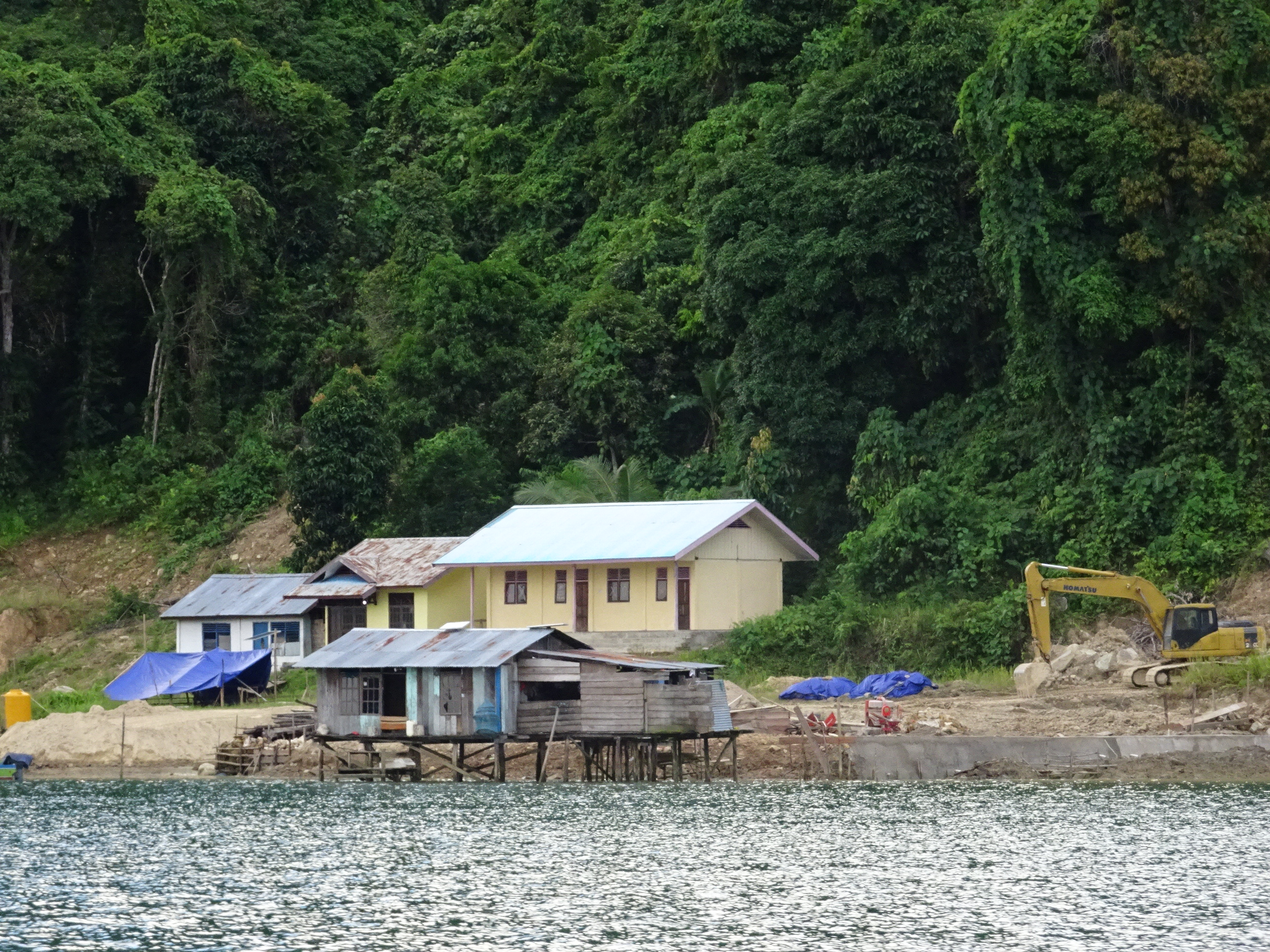
Одна из деревень на острове
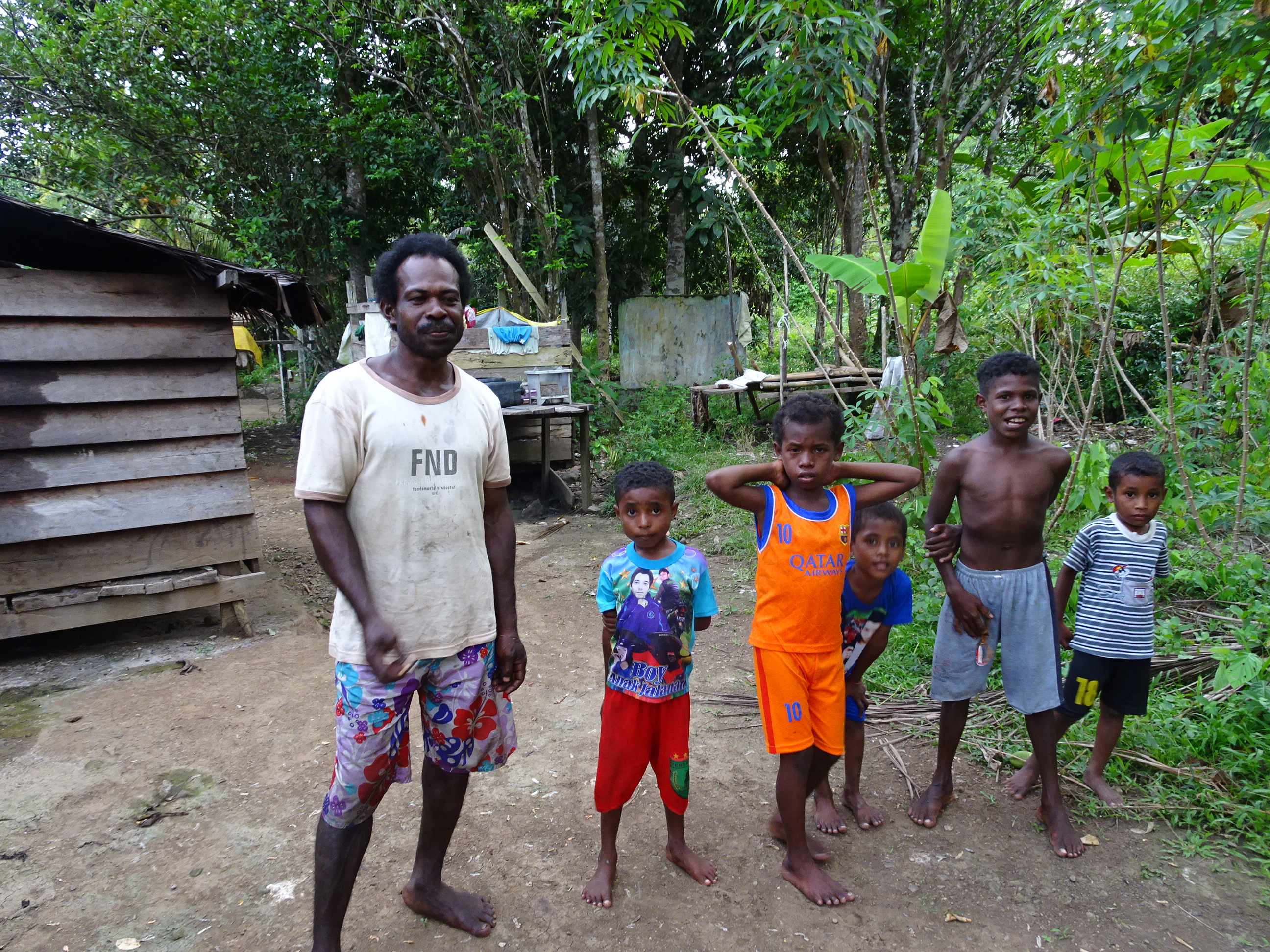
Группа островитян
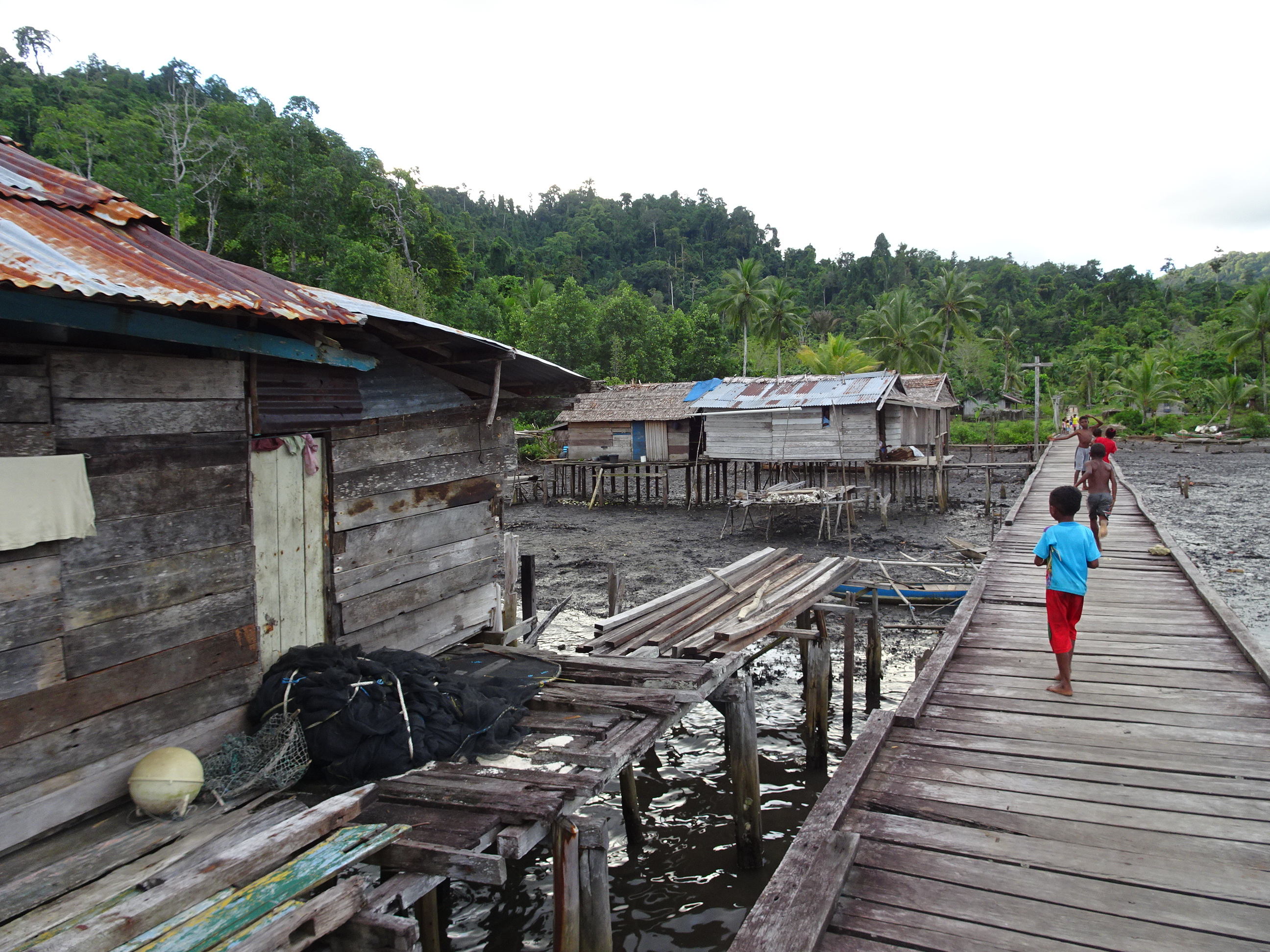
В деревне
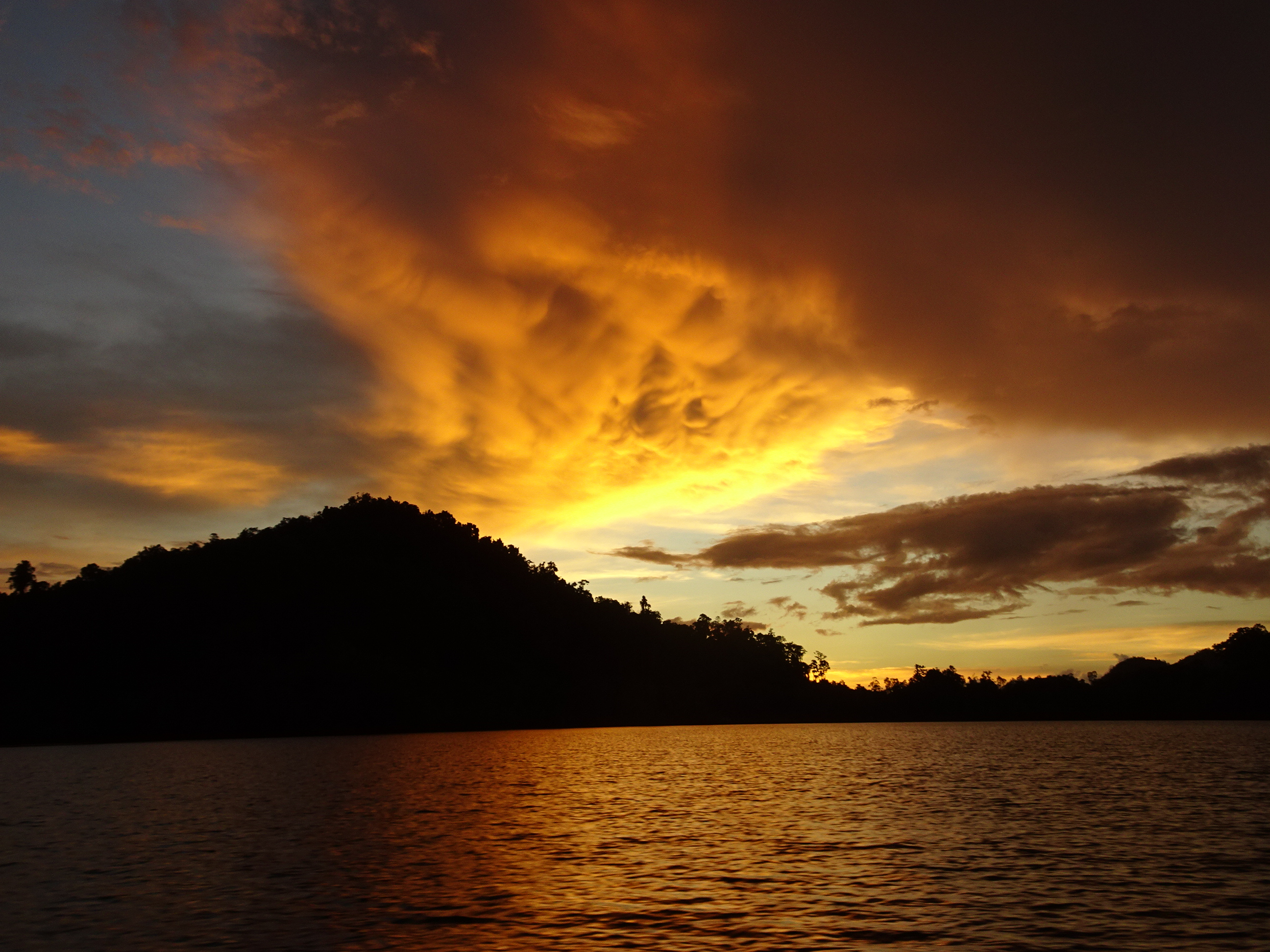
Вид острова на закате
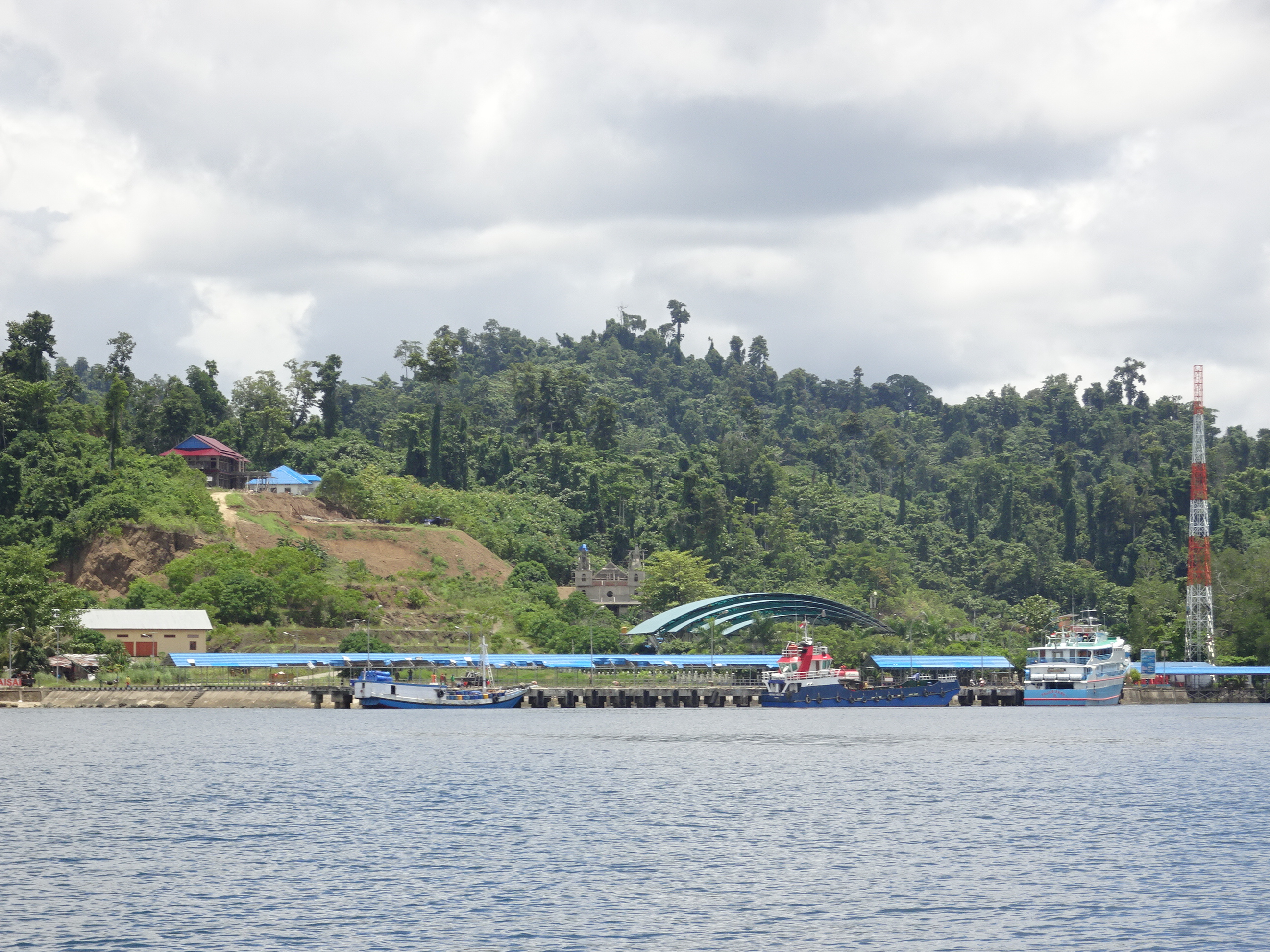
Крупнейший населённый пункт острова — г. Вайсай